# Telefon Tel Aviv
Telefon Tel Aviv – założony w 1999 amerykański duet grający muzykę elektroniczną, pochodzący z Nowego Orleanu, od 2001 działający w Chicago. Grupa nagrywa dla wytwórni fonograficznej Hefty Records.
Zespół do 2009 stanowili Joshua Eustis (Black Light Burns) i Charles Cooper, choć od 2002 duet współpracował z innymi artystami (m.in. Lindsay Anderson, Alfredo Nogueira, Damon Aaron, Brett Calzada, Kevin Duneman, Turk Dietrich i in.), zapraszanymi gościnnie do kolejnych sesji nagraniowych.
Grupa zajmuje się również remiksowaniem utworów innych artystów, takich jak m.in. Nine Inch Nails (utwór Where is Everybody?, zremiksowany wspólnie z Dannym Lohnerem, wydany na albumie Things Falling Apart z 2000) i in.
Trzeci album grupy Immolate Yourself ukazał się w styczniu 2009 roku. Niemal w dniu premiery zmarł Charles Cooper, połowa duetu, mając zaledwie 32 lata. W roku 2019 ukazało się kolejne wydawnictwo Telefon Tel Aviv, nagrane solowo przez Eustisa, pt. Dreams Are Not Enough.

## Dyskografia
- Fahrenheit Fair Enough LP(2001)
- Sound in a Dark Room EP (znana też jako Immediate Action #8 EP) (2002)
- Map of What Is Effortless LP (2004)
- Remixes Compiled LP (2007)
- Immolate Yourself LP (2009)
- Dreams Are Not Enough LP (2019)